# 묵호역
묵호역(Mukho station, 墨湖驛)은 강원특별자치도 동해시 발한동에 위치한 영동선의 철도역이다.

## 연혁
- 1961년 5월 5일 : 보통역으로 영업 개시[1]
- 1976년 1월 1일 : 민수용 무연탄 도착취급역 지정[2]
- 1988년 12월 15일 : 역사 신축 준공
- 2005년 7월 15일 : 동해~강릉간 전철화공사 준공
- 2006년 5월 1일 : 소화물 취급 중지
- 2007년 11월 1일 : 화물 취급 중지[3]
- 2011년 10월 : 바다열차 정차 개시
- 2020년 3월 2일 : 강릉삼각선 개통과 함께 강릉선 KTX 운행 개시, 청량리/동대구/부전/부산행 무궁화호 종점 동해역으로 단축, 동해 ~ 강릉 구간 무궁화호 및 누리로 셔틀열차 운행 개시[4]
- 2020년 8월 19일 : 동해산타열차 운행 개시
- 2023년 12월 26일 : 바다열차 운행 종료
- 2025년 1월 1일 : ITX-마음 운행 개시

## 승강장
| ↑동해   |
| 2 1 \|  |
| 정동진↓ |
|         |

| 1 | 영동선 | KTX · 동해산타열차 · 누리로 | 정동진 · 강릉 · 서울 · 동해 방면 |
| 2 | 영동선 | KTX · 동해산타열차 · 누리로 | 정동진 · 강릉 · 서울 · 동해 방면 |

## 인접한 역
| 영동선         | 영동선                 | 영동선           |
| -------------- | ---------------------- | ---------------- |
| 동해 방면      | KTX 영동선             | 정동진 서울 방면 |
| 동해 방면      | 누리로 영동선 · 강릉선 | 정동진 강릉 방면 |
| 동해 분천 방면 | 동해산타열차           | 정동진 강릉 방면 |

## 사진

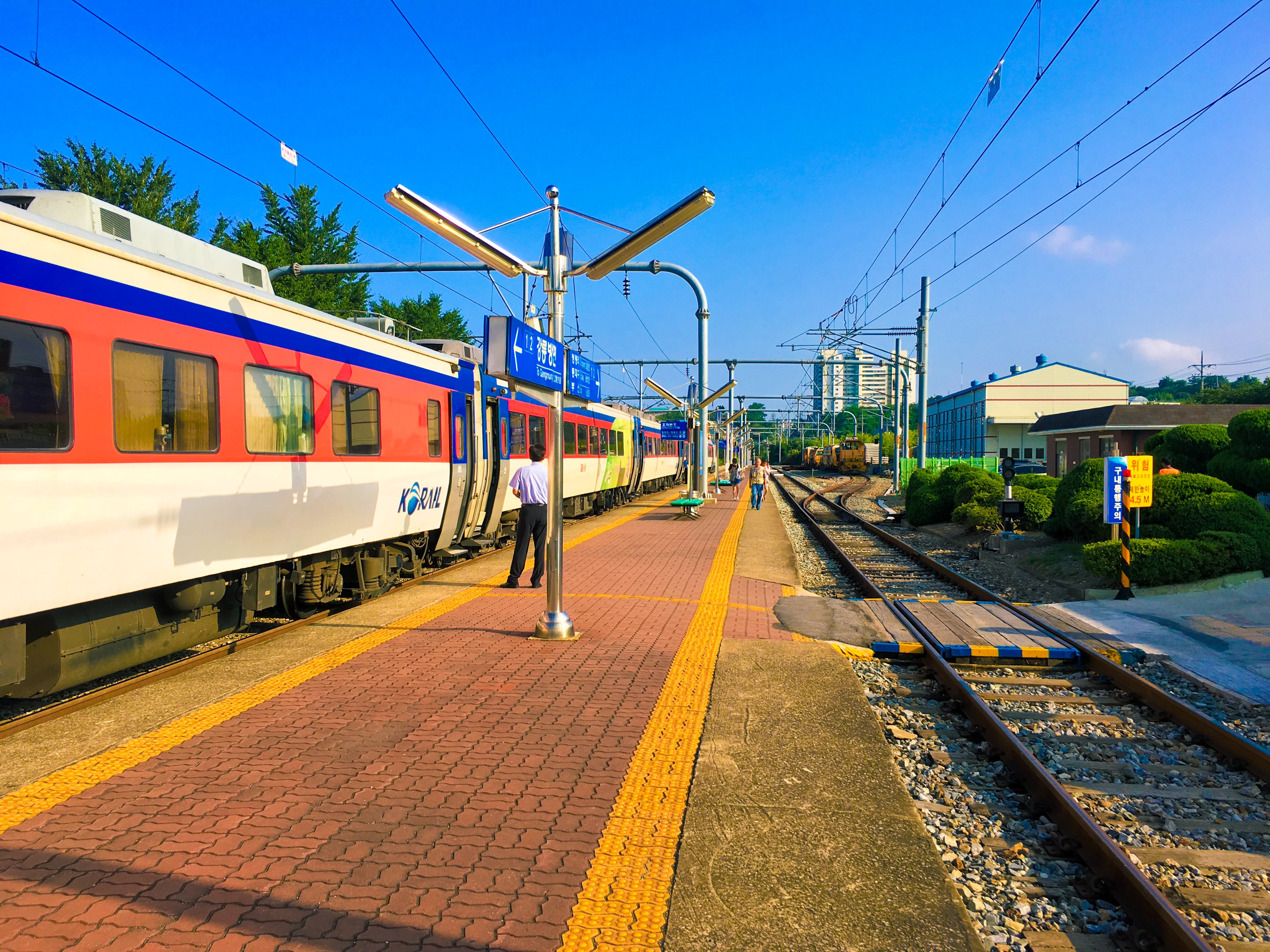
승강장
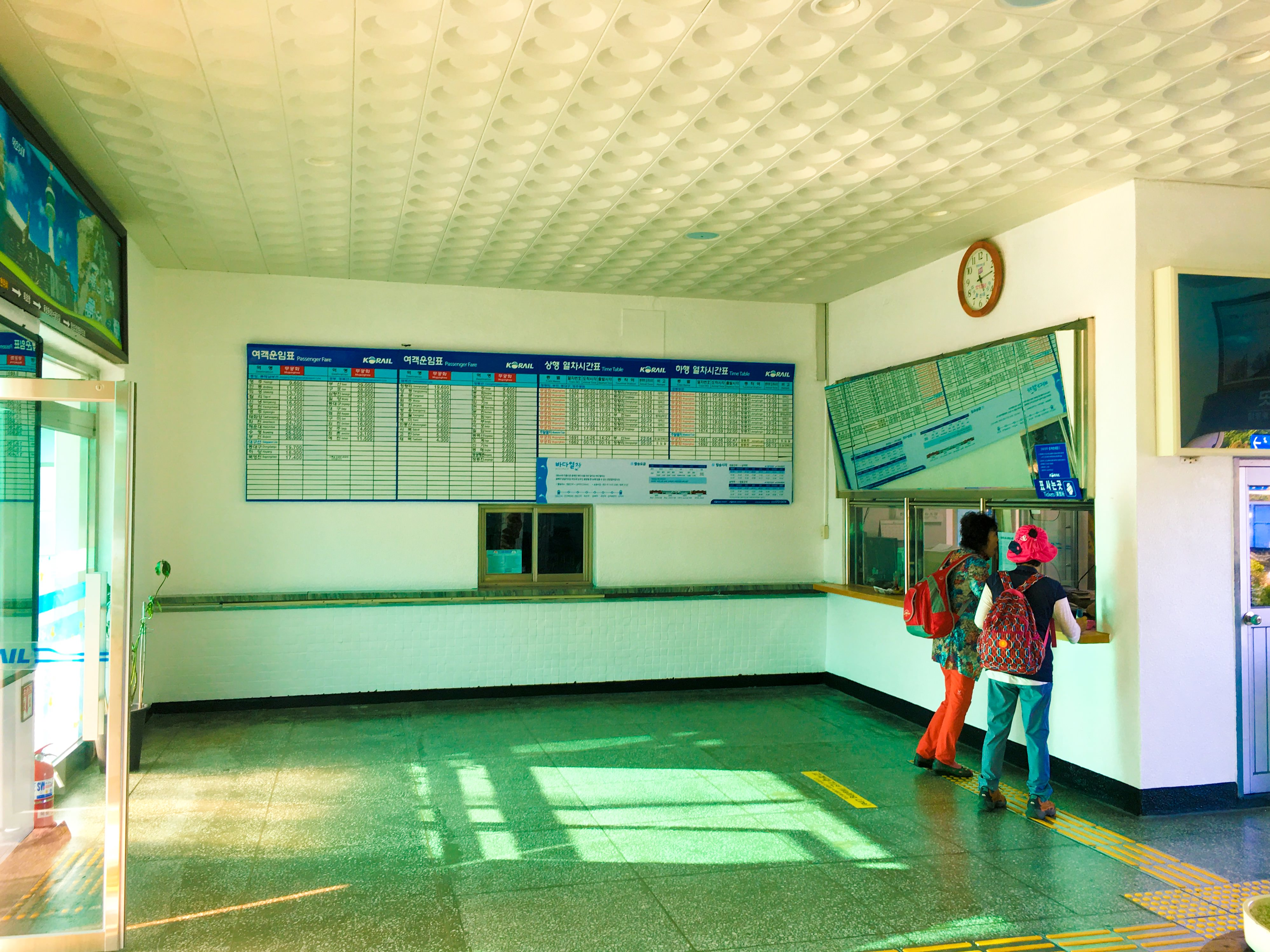
매표소
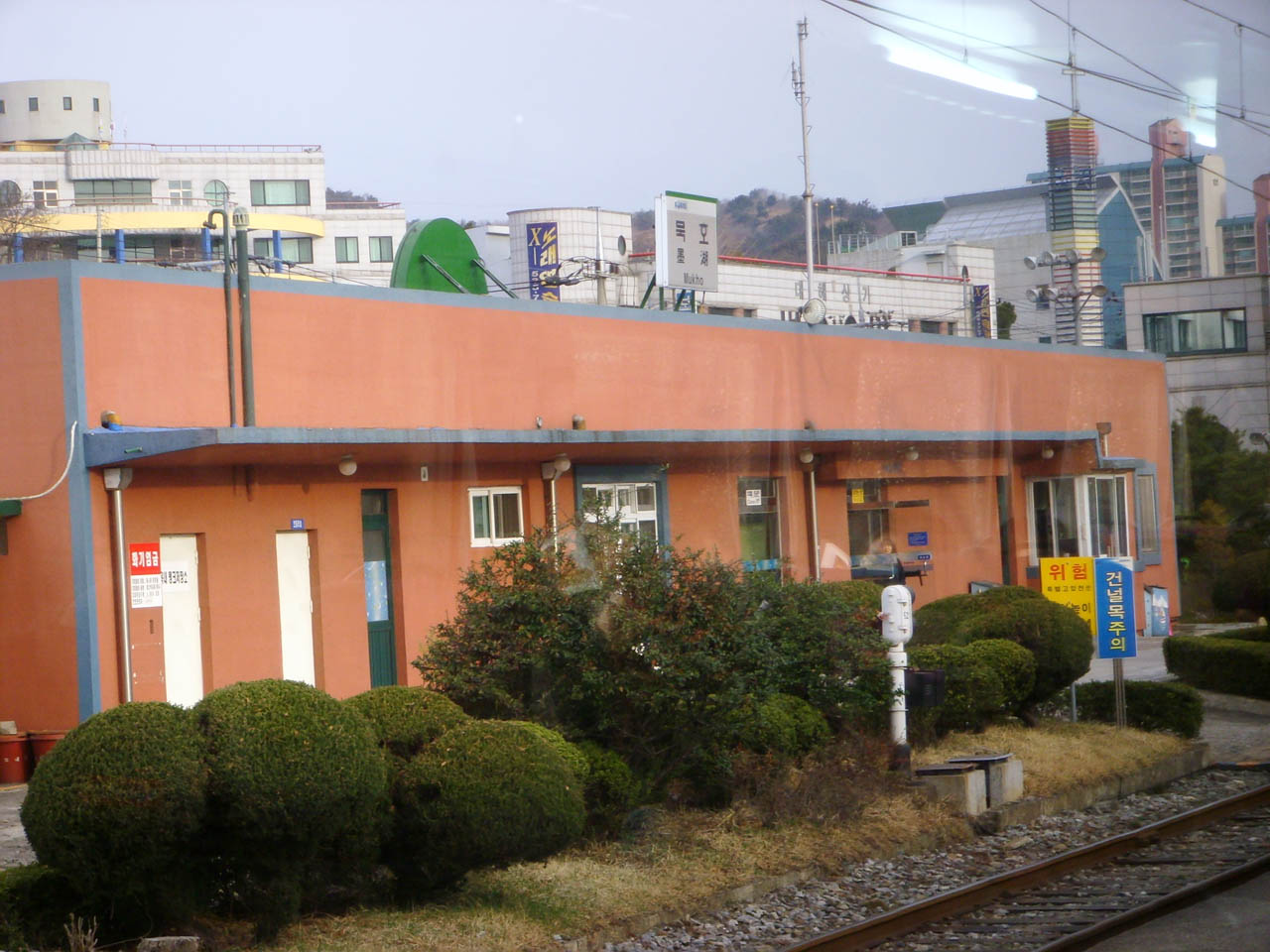
구역사